# Belovo (Bulharsko)
Belovo (bulharsky Белово) je město v Bulharsku, ležící ve středním Bulharsku na rozhraní Západních Rodopů, Rily a Sredné gory. Jde o správní středisko stejnojmenné obštiny a má přibližně 3 600 obyvatel.

## Historie
Sídlo vzniklo v roce 1869 jako ubytovna pro dělníky barona Hirsche, kteří stavěli železniční trať do Cařihradu. Železnice byla sice zprovozněna v roce 1873, ale první standardní obytný dům byl zde postaven až v roce 1884. Ovšem kvůli rozvíjejícímu se průmyslu se sem záhy začali stěhovat obyvatelé blízké dědiny Goljamo Belovo (Голямо Белово), která byla v oné době daleko významnější. Až do roku 1966 neslo sídlo název Gara Beljovo (Гара Бельово – Nádraží Beljovo) a o dva roky později bylo povýšeno na město. Sídlem obštiny je od roku 1977.

## Obyvatelstvo
K 15. září 2024 ve městě žilo 3 561 obyvatel a bylo zde trvale hlášeno 3 874 obyvatel. Podle sčítání 1. února 2011 bylo národnostní složení následující:
- Bulhaři: 3 285 (92.3 %)
- Romové: 256 (7.2 %)
- ostatní[p 2]: 18 (0.5 %)

## Partnerská města
- Něvinnomyssk, Rusko (1982)